# 王官营镇
王官营镇，是中华人民共和国河北省唐山市丰润区下辖的一个乡镇级行政单位。

## 行政区划
王官营镇下辖以下地区：
王官营村、焦家庄村、千佛院村、田各庄村、北黑山沟村、田家湾村、南黑山沟村、刁庄村、西尖山峪村、北尖山峪村、何家营村、何家峪村、东张庄子村、石胡同村、曹庄子村、鲍庄村、上水路村、下水路村、燕子峪村、新白草坡村、施家营村、皈依寨村、九间房村、丰富口村、杨家峪村、东胡庄各村和西胡庄各村。